# Сан-Кинтин
Сан-Кинти́н (исп. San Quintín) — город в Мексике, штат Нижняя Калифорния, входит в состав одноимённого муниципалитета и является его административным центром. Численность населения, по данным переписи 2020 года, составила 4754 человека.

## Общие сведения
Поселение было основано в 1918 году, хотя ещё с начала 1800-х годов здесь находилось рабочее поселение солончаков.
До 2020 года входил в муниципалитет Энсенада, но 12 февраля 2020 года конгресс штата одобрил создание нового муниципалитета Сан-Кинтин, административным центром которого и стал одноимённый город.